# Instituto Cervantes

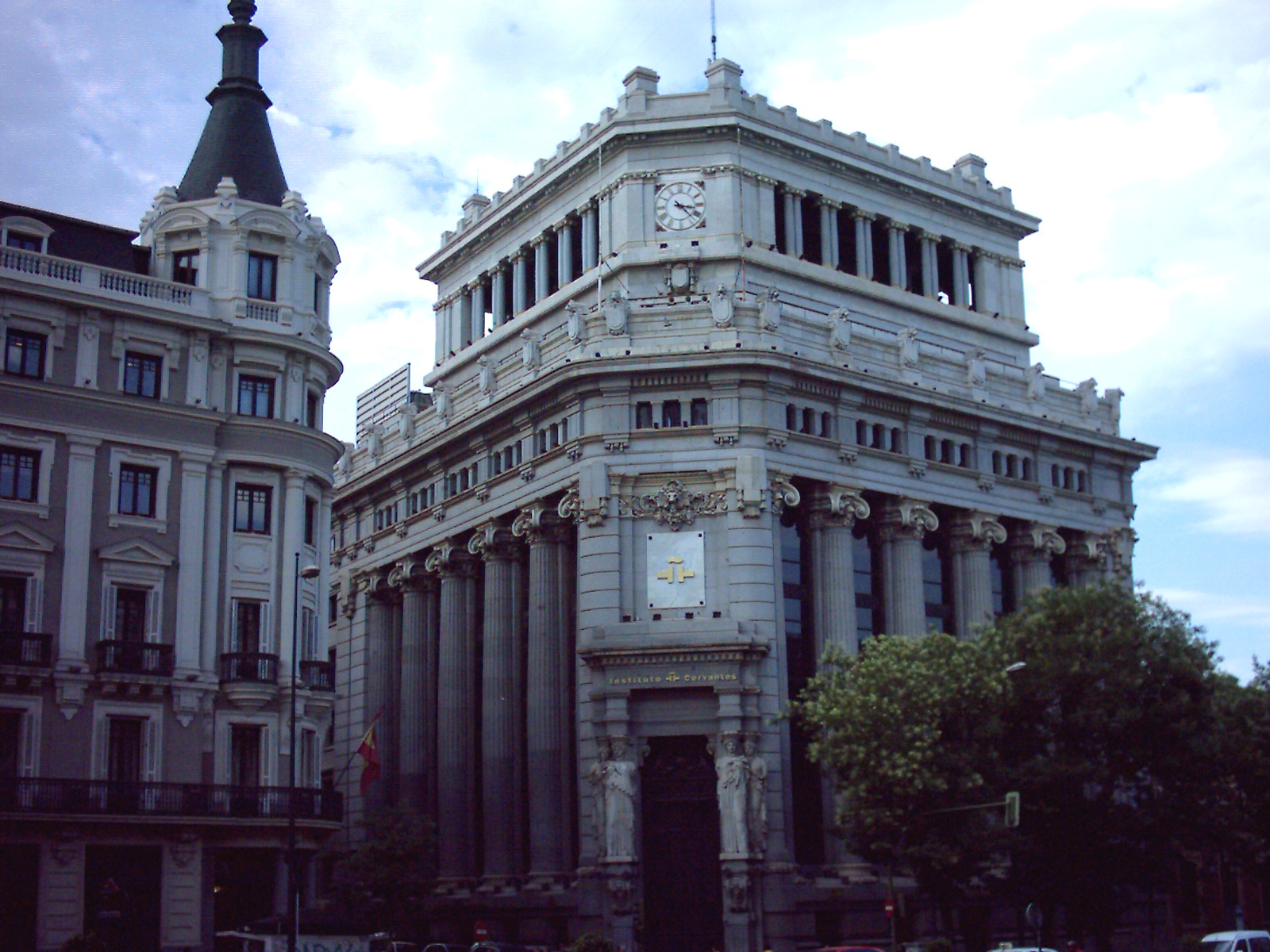
Sede dell'Istituto nella calle de Alcalá a Madrid

L'Instituto Cervantes, che prende il nome dallo scrittore Miguel de Cervantes, è una istituzione culturale pubblica, creata nel 1991 dal consiglio dei ministri e dipendente dal Ministero degli affari esteri spagnolo, che ha come finalità la promozione e l'insegnamento della lingua spagnola e la diffusione della cultura spagnola e dell'ispanità. 
È membro dell'EUNIC (European Union National Institutes for Culture - Istituti di Cultura Nazionali dell’Unione Europea). Conta 88 centri nel mondo, 1240 professori ed eroga più di 1600 ore di corso al giorno. Le sedi principali si trovano a Madrid, nel palazzo delle Cariatidi, in calle de Alcalá (antica sede del Banco Central), e ad Alcalá de Henares, città natale di Cervantes, in calle Libreros.

## Obiettivi e funzioni

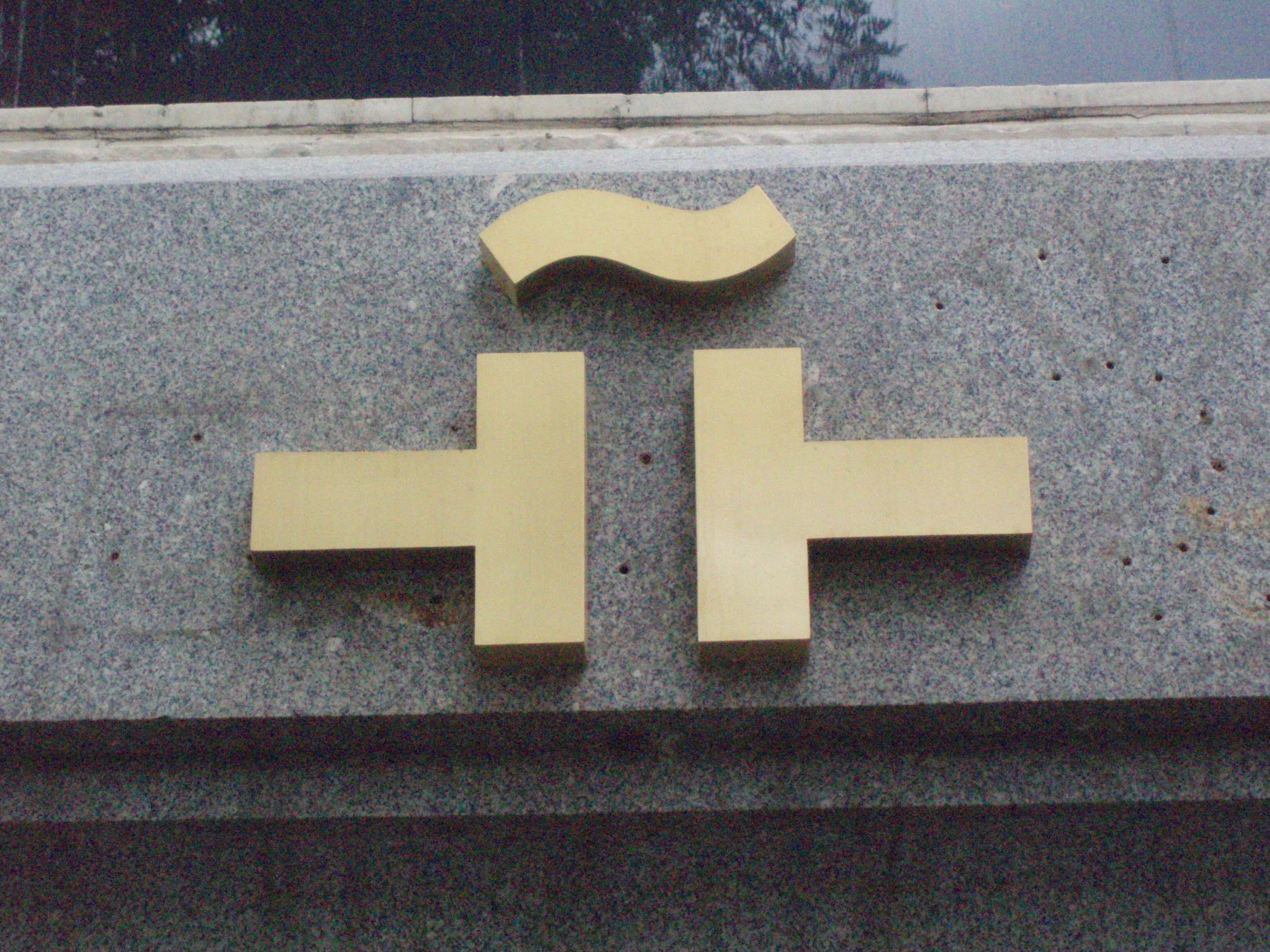
Logo dell'Istituto

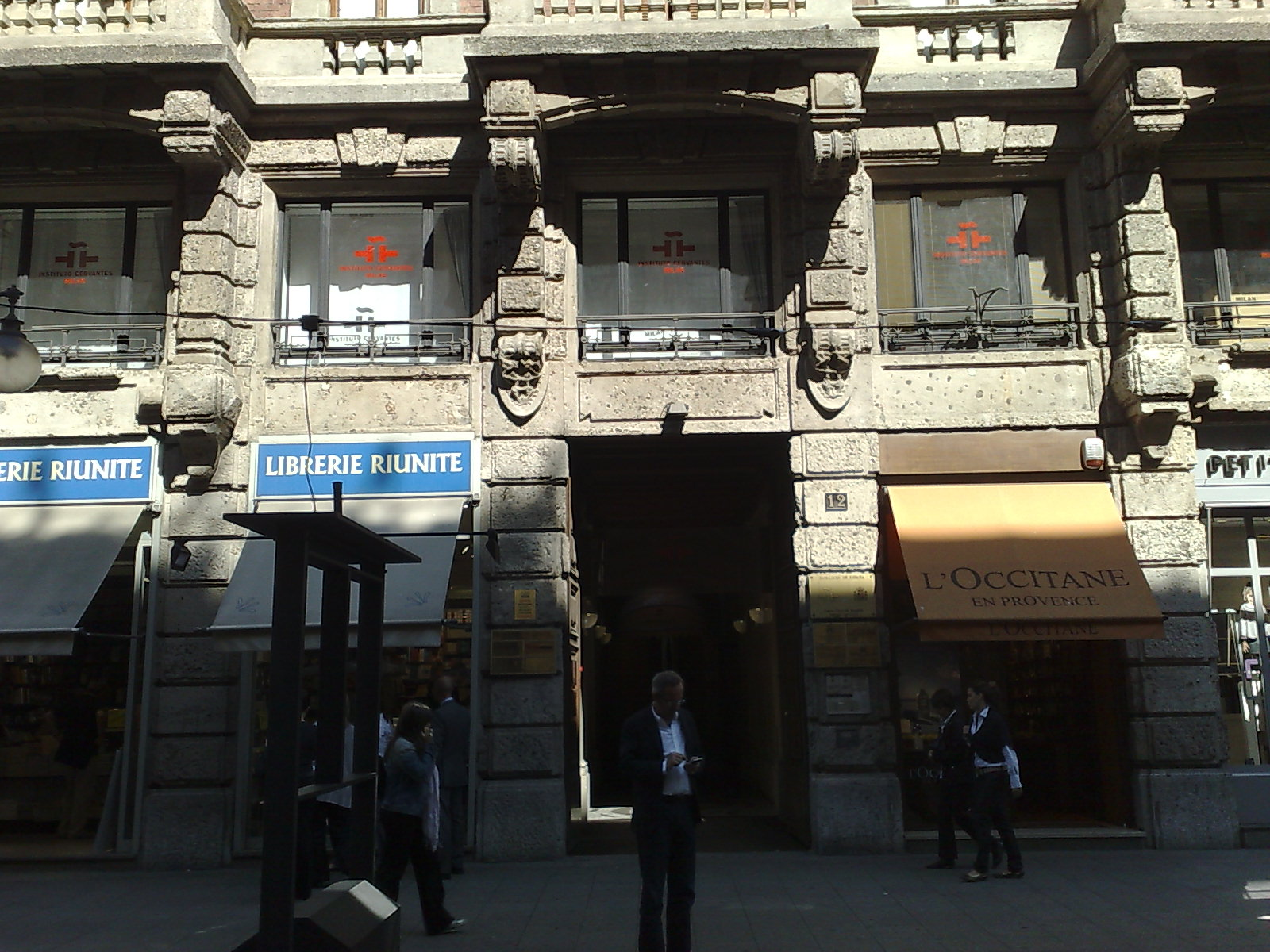
La vecchia sede di Milano in Via Dante 12

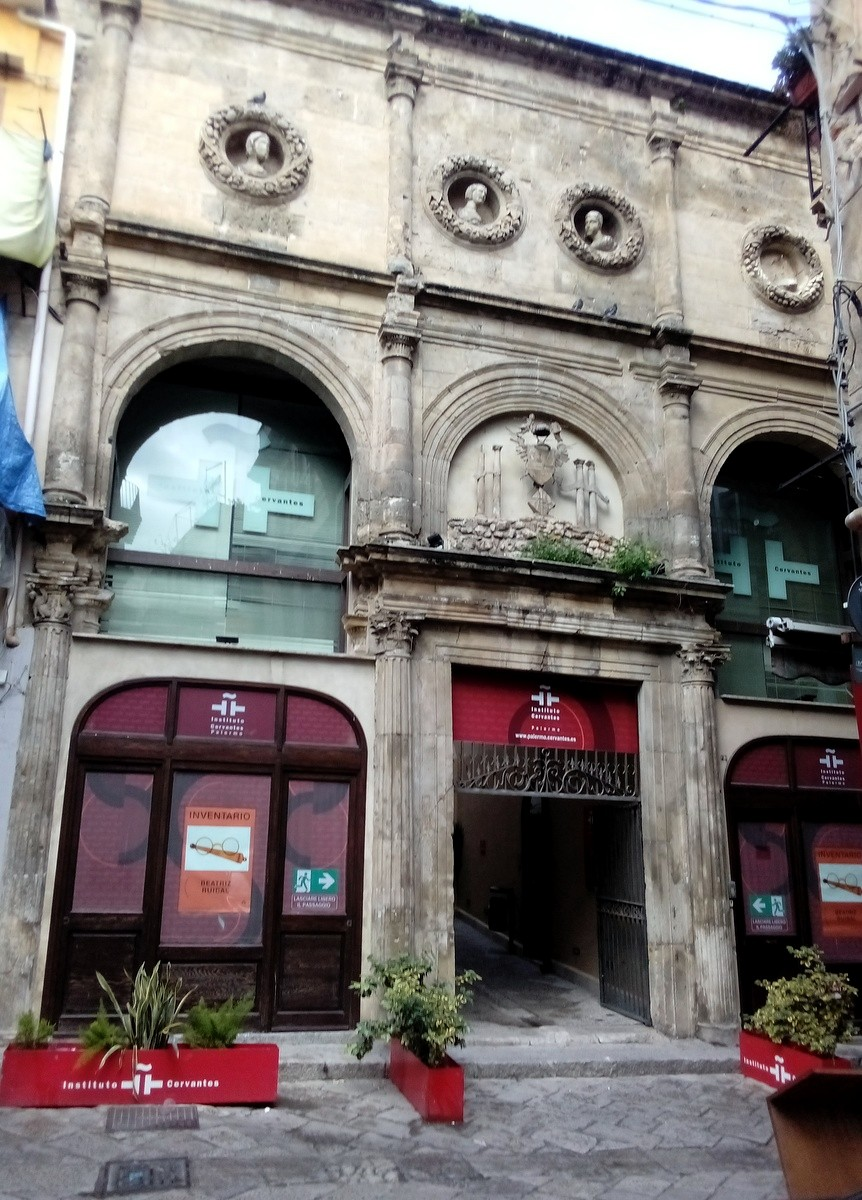
Istituto Cervantes - Palermo

Secondo l'articolo 3 della legge 7/1991, gli obiettivi dell'Instituto Cervantes sono:
1. Promuovere l'insegnamento, lo studio e l'uso dello spagnolo e porre in essere azioni che contribuiscono al miglioramento di qualità di queste attività.
2. Contribuire alla diffusione della cultura spagnola all'estero", coordinandosi con gli altri organi competenti dipendenti dall'amministrazione statale.[2]

In pratica si tratta di:
- Organizzare corsi di lingua spagnola
- Organizzare corsi di altre lingue ufficiali spagnole
- Organizzare gli esami e conferire i Diploma de Español como Lengua Extranjera (DELE) in collaborazione con la Università di Salamanca
- Aggiornare i metodi di insegnamento e la formazione degli insegnanti
- Aiutare il lavoro degli ispanisti
- Diffondere la lingua spagnola
- Collaborare con istituzioni dei paesi ispano americani per la diffusione della loro cultura
- Disporre di biblioteche aperte al pubblico

Oltre ai corsi di lingua, l'attività più nota è quella legata ai Diploma de Español como Lengua Extranjera (DELE), che sono certificazioni del grado di competenza e conoscenza dello spagnolo come lingua straniera.

## Sedi

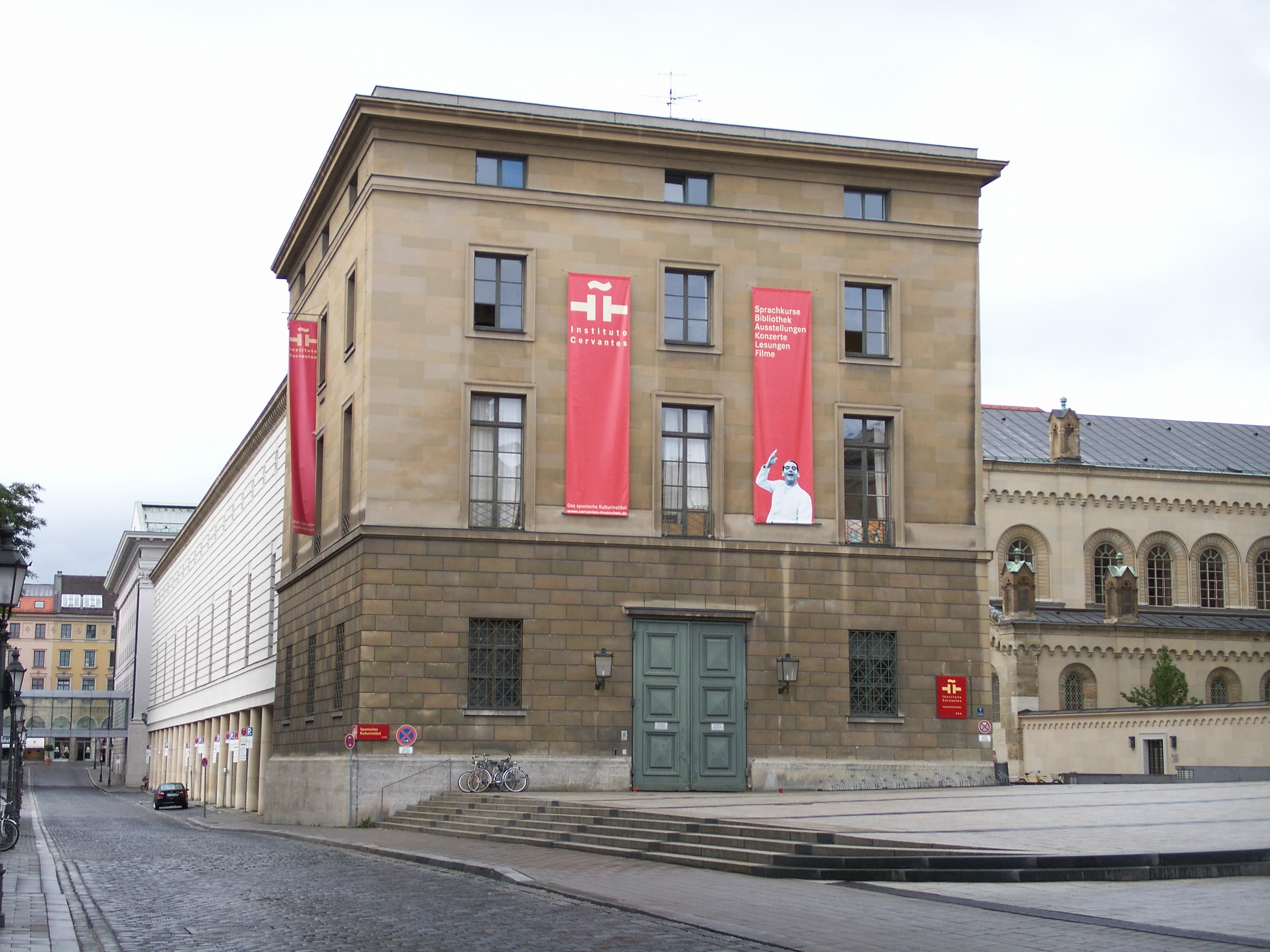
Monaco

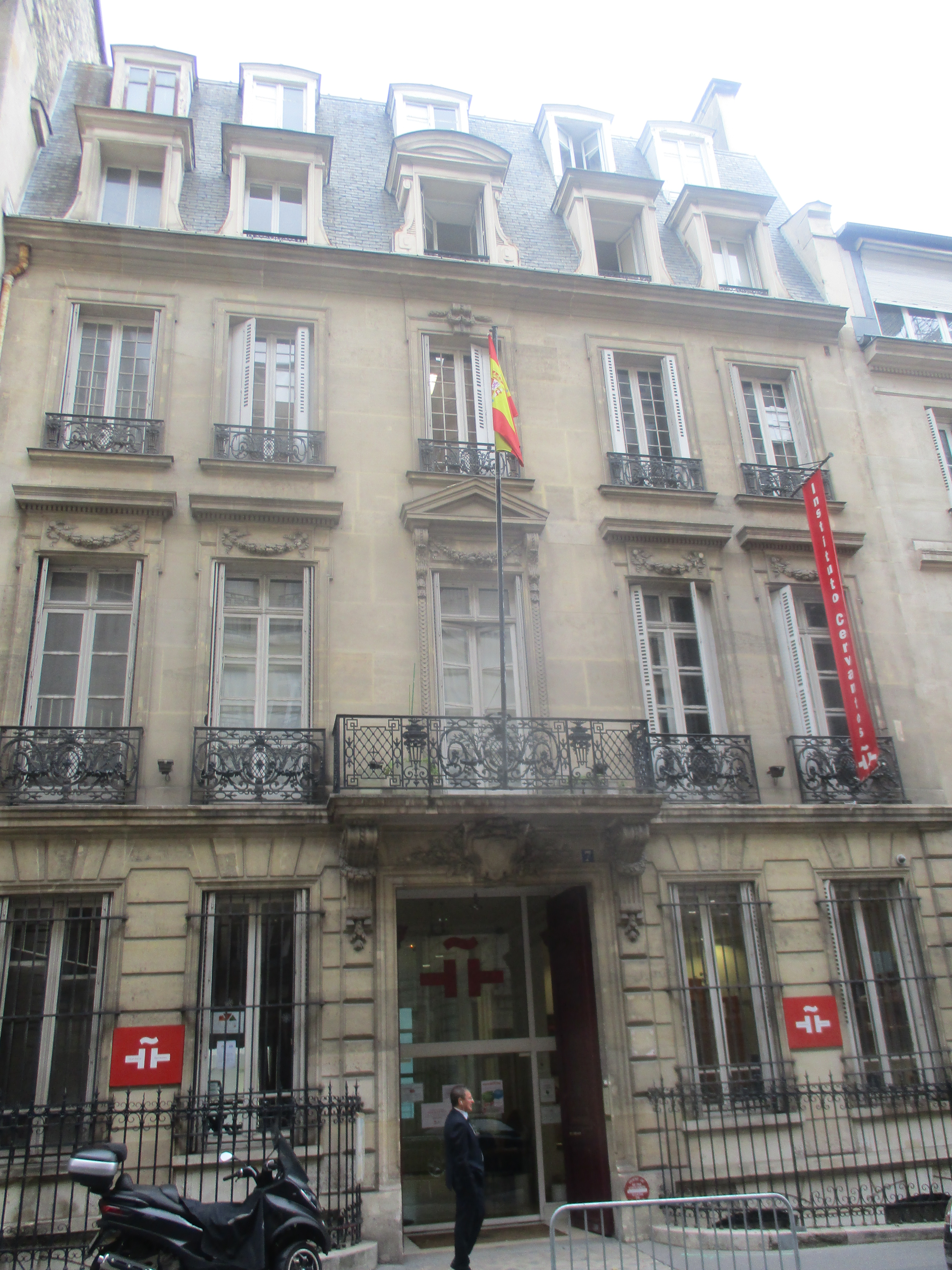
Parigi

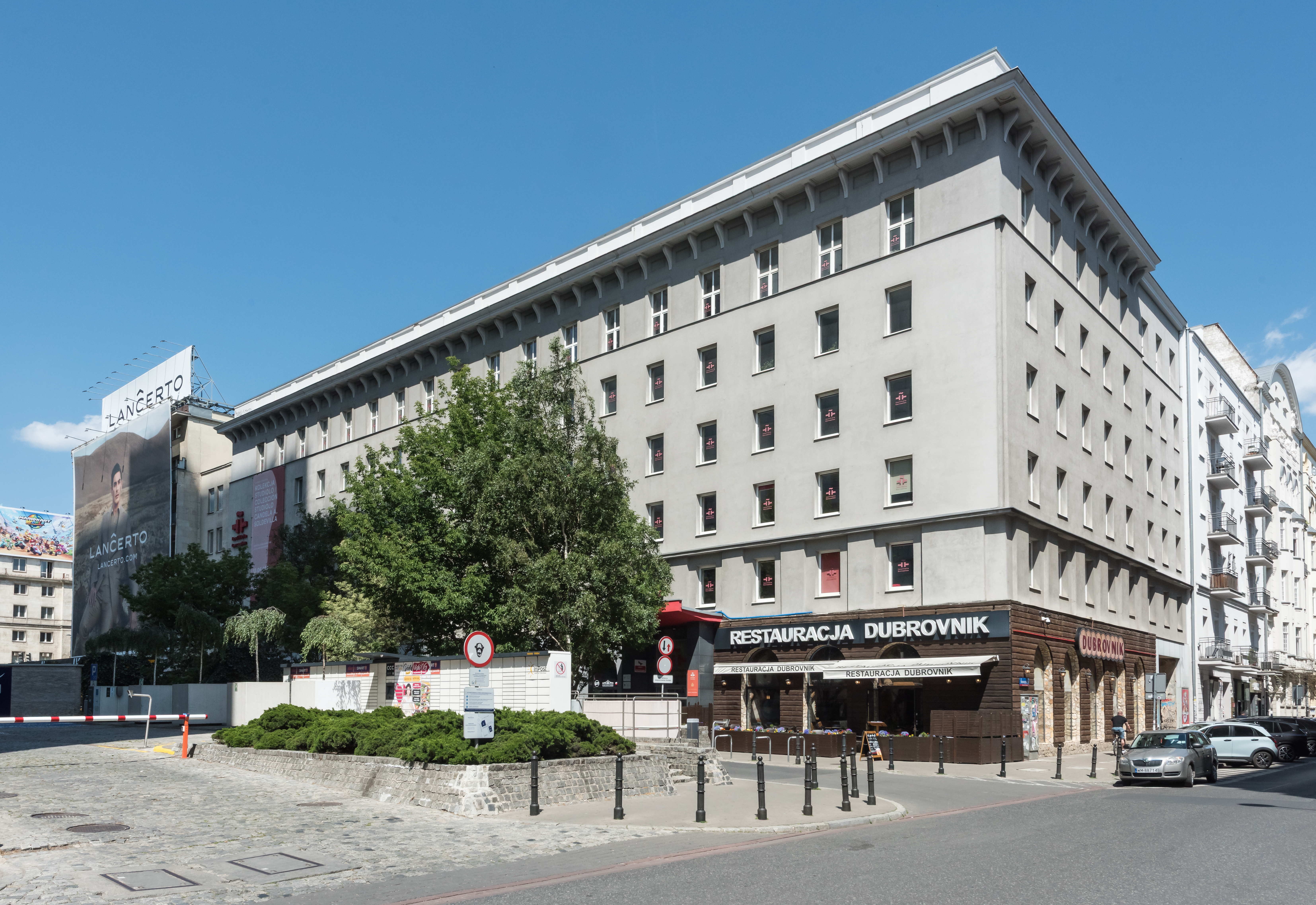
Varsavia

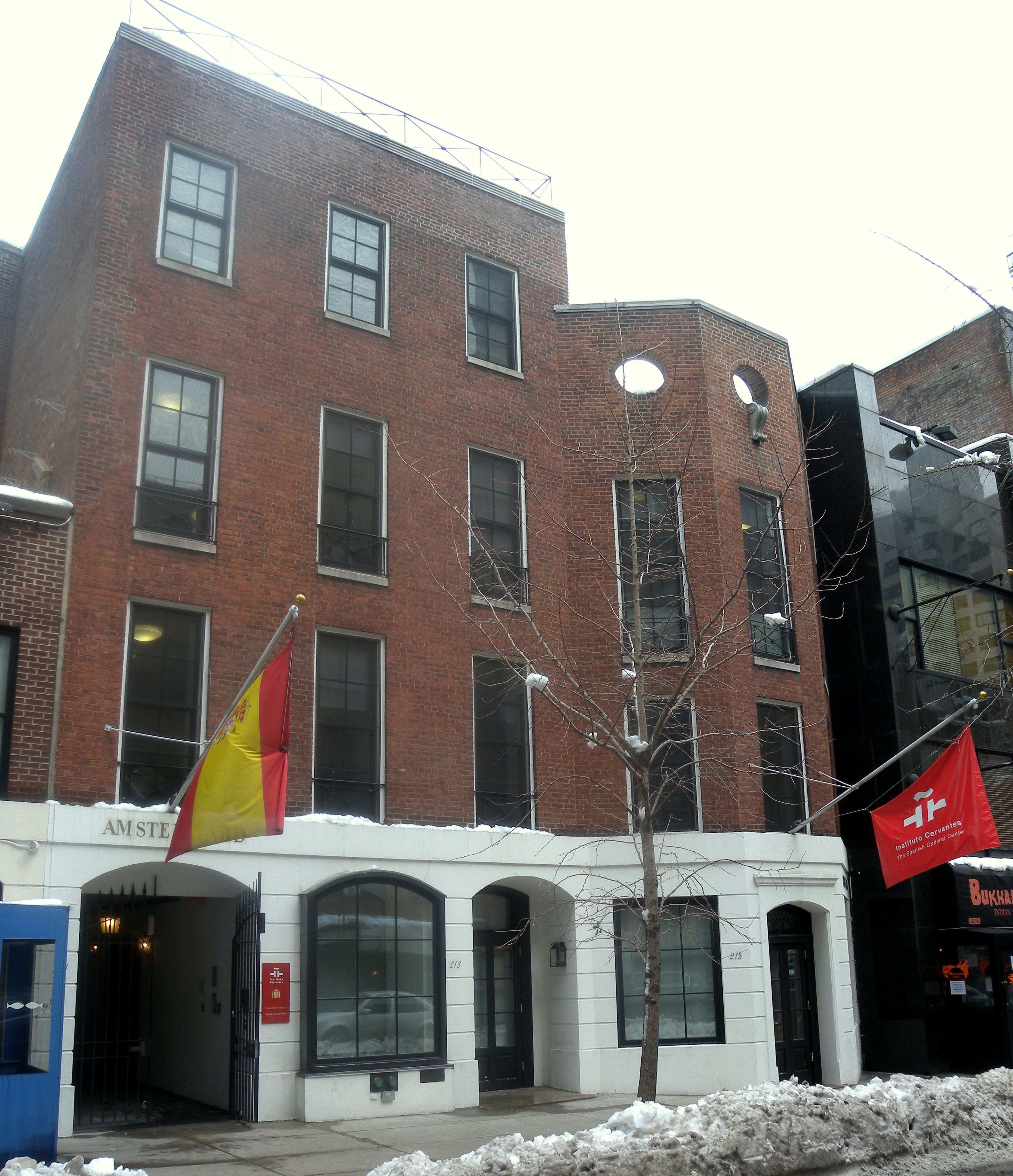
New York

L'Instituto Cervantes opera con Centros Cervantes (centri principali) e Aulas Cervantes (semplici "sale di conferenze"), oltre ad una serie di istituzioni ad esso associate: Centros Acreditados (in Spagna) e Centros Asociados (fuori dalla Spagna). Le sedi esistenti sono:
- Centros Cervantes:
  -  Unione europea
    -  Austria (Vienna)
    -  Belgio (Bruxelles)
    -  Bulgaria (Sofia)
    -  Cipro (Nicosia)
    -  Rep. Ceca (Praga)
    -  Francia (Bordeaux, Lione, Parigi, Tolosa)
    -  Germania (Berlino, Brema, Francoforte, Amburgo, Monaco)
    -  Grecia (Atene) L'Instituto Cervantes di Atene è attivo dal 1992; nel marzo del 2010 la Regina Sofia di Grecia, greca di nascita, ha inaugurato una nuova sede.
    -  Ungheria (Budapest)
    -  Irlanda (Dublino, vedi 53.341975°N 6.251575°W)
    -  Italia (Milano, Napoli, Palermo, Roma) Il 17 giugno del 2003 un gruppo anarchico autodenominato Las cinco C (Le cinque C) compì un attentato con un pacco bomba nella sede dell'Instituto Cervantes di Roma.[3][4]

- -     -  Paesi Bassi (Utrecht)
    -  Polonia (Varsavia, Cracovia)
    -  Portogallo (Lisbona)
    -  Romania (Bucarest)
    -  Svezia (Stoccolma)

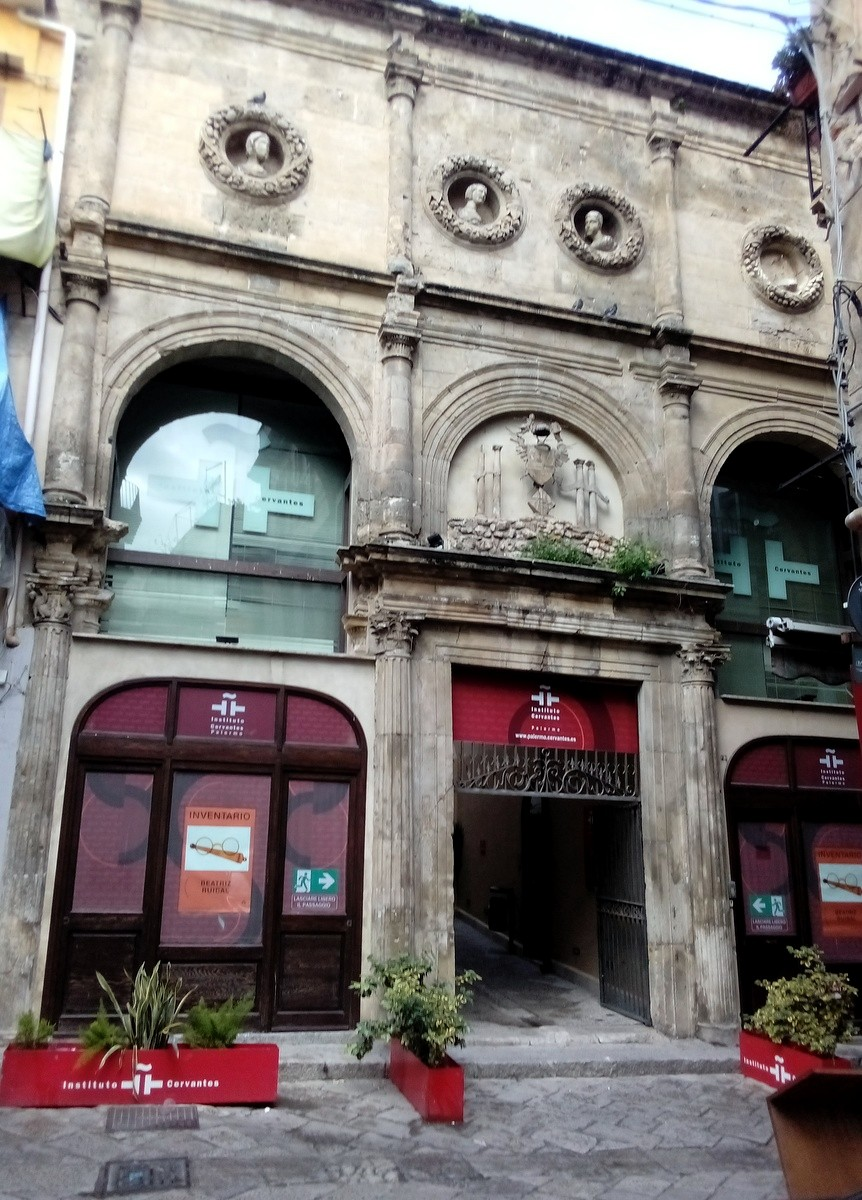
Istituto Cervantes en Palermo

    -  Regno Unito (Leeds, Londra, Manchester)

  -  Algeria (Algeri, Orano)
  -  Brasile (Rio de Janeiro, San Paolo, Brasilia, Salvador, Belo Horizonte, Porto Alegre, Recife, Curitiba, Florianópolis)
  -  Cina (Pechino)
  -  Egitto (Il Cairo, Alessandria)
  -  Israele (Tel Aviv)
  -  Giappone (Tokyo)
  -  Giordania (Amman)
  -  Libano (Beirut)
  -  Marocco (Casablanca, Fès, Rabat, Tangeri, Tétouan, Marrakech)
  -  Filippine (Manila)
  -  Russia (Mosca)
  -  Serbia (Belgrado)
  -  Siria (Damasco)
  -  Tunisia (Tunisi)
  -  Turchia (Istanbul)
  -  Stati Uniti (Albuquerque, Boston, Boston University, Chicago, New York, Seattle, U. of Washington)
- Centros Acreditados
  -  Spagna vedi http://centrosasociados.cervantes.es/CAcreditados.asp
- Centros Asociados:
  -  Unione europea
    -  Irlanda (Cork, vedi University College Cork, Department of Hispanic Studies)[5][6]
- Aulas Cervantes:
  -  Algeria (Annaba, Tlemcen)
  -  Australia (Sydney)
  -  Bulgaria (Sofia)
  -  Croazia (Zagabria)
  -  India (Nuova Delhi)
  -  Indonesia (Giakarta)
  -  Marocco (Nador)
  -  Malaysia (Kuala Lumpur)
  -  Slovacchia (Bratislava)
  -  Slovenia (Lubiana)
  -  Vietnam (Hanoi)